# Rohovce
Rohovce est un village de Slovaquie situé dans la région de Trnava.

## Histoire
Première mention écrite du village en 1294.

## Démographie

### Évolution de la population
| Année:               | 1994. | 2004.   | 2014.    | 2024.    |
| -------------------- | ----- | ------- | -------- | -------- |
| Nombre de personnes: | 1018  | 1074    | 1215     | 1073     |
| Différence:          |       | +5,50 % | +13,12 % | -11,68 % |

| Année:               | 2023. | 2024.   |
| -------------------- | ----- | ------- |
| Nombre de personnes: | 1082  | 1073    |
| Différence:          |       | -0,83 % |